# تئاتر پانچون
تئاتر پانچون یک سریال کوتاه است که در روزهای یک شنبه در برنامه یک شنبه خوب شبکه اس بی اس نمایش داده می‌شد. موضوع هر قسمت از این سریال با موضوع قسمت قبل فرق دارد مگر اینکه یک داستان تبدیل به چند قسمت شود و معمولاً در پایان داستان هر قسمت از سریال اتفاق کوچکی برای جالب تر شدن آن داستان می‌افتد. تئاتر بانجون یک پروژه تلویزیونی تی وی ایکس کیو در شبکه اس بی اس در سال ۲۰۰۶ بود که شامل هفت قسمت بود.

## قسمت‌ها

### پارشاه و دلقک
این قسمت پیش درآمدی برای بازی کردن در قسمت‌های واقعی است

### تعطیلات در توکیو
یونهو از مدیر برنامه‌های خود فرار می‌کند زیرا که از شرکت خواسته است تا اعضای گروه یک روز استراحت کنند. یونهو با دختری که راهنمای تور است ملاقات می‌کند و دختر را مجبور می‌کند تا مناظر زیبای شهر را به او نشان دهد در همین زمان پدر این دختر دچار مشکل می‌شود و به یونو و دیگر اعضای گروه زنگ زده می‌شود تا برای صرفه جویی در وقت دوباره سرکار برگردند

### عشق خطرناک
بعد از اینکه گروه تی وی ایکس کیو برنامه عکس برداری خود را در یک جنگل تمام می‌کنند و به آنها گفته می‌شود که اجازه دارند تا ادامهٔ روز را در خانه استراحت کنند. جونسو دوست دارد تا فوتبال بازی کند و چانگمین را به بیرون از خانهه می‌کشد تا با او بازی کند. هر دو زخمی می‌شوند و توسط دختر مرموزی نجات داده می‌شوند. آن دختر جایی را برای آن دو آماده می‌کند تا بتوانند در آنجا استراحت کنند. به هر صورت چانگمین و جونسو خیلی زود کشف می‌کنند که ان دختر دیگر به آنها اجازهٔ خروج نمی‌دهد. یوچون در دنیای خودش است و بسیار نگران دو عضو گروه است که گم شده‌اند. جه جونگ بعد از خواندن فیلم نامه و رابطه عاشقانه‌ای که باید با یونهو داشته باشد در مورد اینکه چرا یونهو به تازگی با او مهربان شده بسیار نگران می‌شود

### در جستجوی زمان از دست رفته
یوچون و سونگ مین دوستان خیلی صمیمی با هم بودند تا اینکه یک روز هر وی آنها عاشق یک دختر زیبا با نام سونگ هیون می‌شوند که نوازنده فلوت است. با گذشت زمانی که آن سه با هم می‌گذراندند هر دو پسر عاشق می‌شوند. یوچون تصمیم می‌گیرد تا آهنگی بنویسد که به وسیله آن عشقش را به سونگ هیون ابراز کند اما زمانی که یوچون می‌خواست آهنگ رو به دختر هدیه کند او را می‌ببیند که هدیه مخصوصی را به سونگ مین می‌دهد. او سعی می‌کند تا از آنجا برود و سال‌ها بعد دوباره سونگ هیون را ببیند که سونگ هیون به او می‌گوید که سونگ مین مرده است و ماجرای اصلی کم‌کم معلوم می‌شود

### مهمان ناخوانده
توجه: این داستان همزمان با داستان در جستجوی زمان از دست رفته اتفاق می‌افتد.
یک نفر همهٔ آهنگ‌های ضبط شده گروه تی وی ایکس کیو را می‌دزدد و آنها مجبور می‌شوند تا دوباره همه چیز را ضبط کنند. بلافاصله بعد از آن نامه‌های تهدید کننده‌ای فرستاده می‌شوند. لباس‌های کنسرت گروه پاره می‌شوند و شلوار یونهو دزیده می‌شود. پسرها باید از سرنخ‌ها استفاده کنند و معما را حل کنند

### عشق فراموش نشدنی
هنگامی که یونهو با خوشحالی سرقرار می‌رود، جه جونگ، یوچون، جونسو و چانگمین دربارهٔ اولین عشقشان، برملا کردن رازها، شوخی، اشک‌ها و خطراتشان با هم صحبت می‌کنند

### اولین عشق
یوچون و یونهو در مدرسه هردو عاشق یک دختر به نام جانگ‌های بین می‌شوند و برای عشقشان ب هم می‌جنگند. چه کسی انتخاب می‌شود؟

### شمشیر زن نقابدار
در دورهٔ برده‌ها و شمشیر زن‌ها در دوره چوسان، یونهو وارث یک خانوادهٔ ثروتمند است و می‌خواهد تا با یک دختر ثروتمند ازدواج کند ولی نامزداو کس دیگری را دوست دارد:یوچون. شمشیر زن نقابداری که برای خانوادهٔ یونهو کار می‌کند و همچنین بهترین دوست اوست و بعد از چندین اتفاق یونهو متوجه می‌شود که بهترین دوست او عاشق نامزدش شده است و تبدیل به دشمن یوچون می‌شود و نقشه می‌کشد تا این دو را از هم جدا کند…

## هنرپیشگان مهمان
- هونگ سو هیون - تعطیلات در توکیو، در جستجوی زمان از دست رفته
- کیم بو می - عشق خطرناک، عشق فراموش نشدنی
- سونگ مین - در جستجوی زمان از دست رفته
- بی سول گی - عشق فراموش نشدنی
- جانگ هی بین - اولین عشق
- جانگ یانگ ران - اولین عشق
- پارک هی بون - عشق خطرناک، عشق فراموش نشدنی

## لینک‌های مرتبط
- انجمن هواداران JYJ
- انجمن هواداران کی پاپ